# ГЕС Дунпін
ГЕС Дунпін (кит.: 东坪水电站) — гідроелектростанція у центральній частині Китаю в провінції Хунань. Знаходячись між ГЕС Zhèxī (вище по течії) та ГЕС Zhūxīkǒu, входить до складу каскаду на річці Цзишуй, котра впадає до розташованого на правобережжі Янцзи великого озера Дунтін.
В межах проекту річку перекрили бетонною греблею висотою 19 метра та довжиною 521 метр, яка утримує водосховище з об'ємом 19,5 млн м3 та нормальним рівнем поверхні на позначці 96,5 метра НРМ.
Інтегрований у греблю машинний зал обладнали чотирма бульбовими турбінами потужністю по 20 МВт, які використовують напір від 3 до 9,7 метра (номінальний напір 6,5 метра) та забезпечують виробництво 278 млн кВт-год електроенергії на рік.